# New Orleans Saints
New Orleans Saints su profesionalni klub američkog nogometa iz New Orleansa u Louisiani. Trenutno se natječu u južnoj diviziji NFC konferencije NFL lige.
Saintsi su osnovani 1967. godine, a najveći uspjeh im je osvajanje Super Bowla u sezoni 2009.
Svoje domaće utakmice od 1975. igraju na stadionu Mercedes-Benz Superdome.

## Povijest kluba

### Od 1967. do 1984.
Saintsi su prvu sezonu u povijesti odigrali 1967. u tadašnjoj Capitol diviziji istočne konferencije u kojoj su još bili Dallas Cowboysi, Philadelphia Eaglesi i Washington Redskinsi. Do ulaska klubova iza AFL-a u NFL 1970. Saintsi ne bilježe gotovo nikakve uspjehe. Tada liga mijenja raspored klubova po divizijama i Saintsi su smješteni u zapadnu diviziju NFC konferencije. Od 1975. domaće utakmice počinju igrati na stadionu Louisiana Superdome na kojem igraju još i danas (od 2011. stadion nosi ime Mercedes-Benz Superdome). Unatoč preseljenju u novu diviziju i na novi stadion, Saintsima predvođenima quarterbackom Archiejem Manningom do 1987. su najveći uspjesi tek dvije sezone s 8 pobjeda u 16 utakmica (1979. i 1983. godine), što znači da prvih dvadeset godina postojanja ne dolaze nijednom do doigravanja. 

### Od 1985. do 2005.
Jim E. Mora postaje trener Saintsa 1985. i momčad se polako počinje dizati s dna. Pod njim u prve dvije godine Saintsi pobjeđuju 5, odnosno 7 puta u sezoni, ali 1987. su već na 12 pobjeda u 15 utakmica. Mora je proglašen trenerom godine, a Saintsi predvođeni linebackerima Rickeyem Jacksonom i Samom Millsom po prvi puta povijesti ulaze u doigravanje. Međutim, tu ih odmah u prvoj utakmici pobjeđuju Minnesota Vikingsi s 44:10. Od 1990. do 1992. Saintsi su u doigravanju svake sezone (1991. osvajaju i diviziju po prvi put u povijesti), ali u doigravanju nemaju sreće i svaki put ispadaju odmah nakon prve utakmice (izbacuju ih Chicago Bearsi, Atlanta Falconsi i Philadelphia Eaglesi). Nakon 3 doigravanja zaredom, momčad bilježi sve slabije rezultate i 1996. trener Mora odlazi iz kluba. 
Na njegovo mjesto 1997. dolazi legendarni trener Mike Ditka koji je Chicago Bearse doveo do osvajanja naslova u 1980-ima. Ditka vodi Saintse prve dvije sezone do samo šest pobjeda, a, unatoč tome, prije početka sezone 1999. čak najavljuje dolazak do Super Bowla. Međutim, Saintsi pobjeđuju samo tri puta cijele sezone i Ditka (koji je u svoje tri godine vođenja kluba na mjestu quarterbacka promijenio čak sedam igrača) dobiva otkaz.
Nakon njega momčad 2000. preuzima dotadašnji koordinator obrane Pittsburgh Steelersa Jim Haslett. Već u prvoj njegovoj sezoni Saintsi osvajaju diviziju (tek drugi put u povijesti), te čak bilježe i prvu pobjedu u doigravanju (protiv St. Louis Ramsa). Trener Haslett je proglašen za trenera godine, a Saintsi dolaze do divizijske runde doigravanja gdje ih pobjeđuju Minnesota Vikingsi 34:16. Predvođeni quarterbackom Aaronom Brooksom, running backom Deuceom McAllisterom i wide receiverom Joeom Hornom, Saintsi od 2001. do 2004. bilježe osrednje sezone bez doigravanja. 
Godine 2005., grad New Orleans je teško stradao od uragana Katrine i Saintsi su primorani sve svoje domaće utakmice igrati izvan grada. Igrali su ih na tri različita stadiona, u San Antoniju, Baton Rougeu i čak New Yorku. Saintsi uspijevaju pobijediti samo tri puta cijele sezone što vodi do otkaza treneru Haslettu.

### Era Seana Paytona i Drewa Breesa (od 2006. do danas)
Stvari se za Saintse potpuno mijenjaju iduće 2006. godine. Za trenera je postavljen Sean Payton koji iz momčadi odmah otpušta gotovo polovicu igrača. Saintsi iz San Diega dovode quarterbacka Drewa Breesa, a na draftu uzimaju running backa Reggieja Busha i wide receivera Marquesa Colstona te se konačno vraćaju vraćaju nazad na svoj stadion. Dovođenje Breesa, Colstona i Busha se pokazuje kao pun pogodak i Saintsi te sezone osvajaju diviziju s 11 pobjeda, a Payton je proglašen za trenera godine. U doigravanju prvo pobjeđuju Philadelphia Eaglese 27:24, ali gube u konferencijskom finalu od Chicago Bearsa 39:14.
Za Saintse slijede dvije sezone bez doigravanja, ali 2009. im donosi najveći uspjeh u povijesti. Sezonu počinju s 13 pobjeda zaredom i osiguravaju naslov prvaka divizije, ali gube posljednje tri utakmice. Unatoč tome, u doigravanju se vraćaju dobrim igrama i nadmoćno pobjeđuju Arizona Cardinalse koje predvodi quarterback Kurt Warner s 45:14. U konferencijskom finalu Saintsi igraju protiv drugog legendarnog quarterbacka, Bretta Favreaa i njegovih Minnesota Vikingsa koje u tijesnoj utakmici pobjeđuju 31:28. U svom prvom Super Bowlu u povijesti igraju protiv pobjednika AFC-a Indianapolis Coltsa koje, unatoč zaostatku od 10:0 nakon prve četvrtine, na kraju pobjeđuju s 31:17. Brees je proglašen za MVP-a Super Bowla, dotad najgledanijeg u povijesti.
Iduće dvije sezone su prilično uspješne za Saintse, oba puta su u doigravanju, a 2011. osvajaju i diviziju (po peti puta u svojoj povijesti) i Drew Brees je proglašen za najboljeg napadačkog igrača godine. Godinu 2012. je obilježio skandal u momčadi Saintsa, nazvan "Bountygate", kada su neki obrambeni igrači Saintsa bili optuženi za dijeljenje novca kao nagrade za ozlijeđivanje protivničkih igrača. Trener Payton je suspendiran za cijelu sezonu, zajedno s nekoliko igrača. To se odrazilo i na rezultate momčadi na terenu, Saintsi pobjeđuju samo 7 puta u sezoni i izmiče im doigravanje. Payton se vraća 2013. i vodi momčad do drugog mjesta u diviziji i doigravanja gdje dolaze do divizijske runde kada ih pobjeđuju kasniji prvaci Seattle Seahawksi rezultatom 23:15.

## Učinak po sezonama od 2008.
| Sezona | Liga | Konferencija | Divizija | Regularni dio sezone | Regularni dio sezone | Regularni dio sezone | Regularni dio sezone | Uspjeh u doigravanju              |
| Sezona | Liga | Konferencija | Divizija | Poz.                 | Pob.                 | Por.                 | Ner.                 | Uspjeh u doigravanju              |
| ------ | ---- | ------------ | -------- | -------------------- | -------------------- | -------------------- | -------------------- | --------------------------------- |
| 2008.  | NFL  | NFC          | Jug      | 4.                   | 8                    | 8                    | 0                    |                                   |
| 2009.  | NFL  | NFC          | Jug      | 1.                   | 13                   | 3                    | 0                    | osvojili Super Bowl XLIV          |
| 2010.  | NFL  | NFC          | Jug      | 2.                   | 11                   | 5                    | 0                    | poraženi u wild-card rundi        |
| 2011.  | NFL  | NFC          | Jug      | 1.                   | 13                   | 3                    | 0                    | poraženi u divizijskoj rundi      |
| 2012.  | NFL  | NFC          | Jug      | 3.                   | 7                    | 9                    | 0                    |                                   |
| 2013.  | NFL  | NFC          | Jug      | 2.                   | 11                   | 5                    | 0                    | poraženi u divizijskoj rundi      |
| 2014.  | NFL  | NFC          | Jug      | 2.                   | 7                    | 9                    | 0                    |                                   |
| 2015.  | NFL  | NFC          | Jug      | 3.                   | 7                    | 9                    | 0                    |                                   |
| 2016.  | NFL  | NFC          | Jug      | 3.                   | 7                    | 9                    | 0                    |                                   |
| 2017.  | NFL  | NFC          | Jug      | 1.                   | 11                   | 5                    | 0                    | poraženi u divizijskoj rundi      |
| 2018.  | NFL  | NFC          | Jug      | 1.                   | 13                   | 3                    | 0                    | poraženi u konferencijskom finalu |